# Mount Dovers
Mount Dovers är ett berg i Antarktis. Det ligger i Östantarktis. Australien gör anspråk på området. Toppen på Mount Dovers är 2 027 meter över havet.
Terrängen runt Mount Dovers är huvudsakligen platt, men söderut är den kuperad. Trakten är obefolkad. Det finns inga samhällen i närheten.